# Philippe de Schoutheete
Philippe, Pierre, Jean, Louis, Marie, baron de Schoutheete de Tervarent dit Philippe de Schoutheete, né le 21 mai 1932 à Berlin et mort le 29 septembre 2016 à Bruxelles, est un haut fonctionnaire et diplomate belge.

## Biographie
Philippe de Schoutheete est docteur en droit et licencié en sciences politiques et diplomatiques de l'université catholique de Louvain.
Il entame une carrière diplomatique en 1956 et sera successivement en poste à Paris (1958-1961) et au Caire (1962-1965). En 1966, il devient chef du service de presse et porte-parole du ministère des Affaires étrangères, avant de repartir pour Madrid en 1969 et Bonn en 1972.
Il retourne coordonner les problèmes européens au ministère des Affaires étrangères en 1976 avant de devenir chef de cabinet en 1980. Ambassadeur à Madrid en 1981 pendant 4 ans, avant de revenir aux affaires étrangères et en 1987 de devenir représentant permanent auprès de l'Union européenne pendant 10 ans et d'y être l'un des négociateurs du traité de Maastricht et celui d'Amsterdam. Il sera à partir de 1999 conseiller spécial du commissaire Michel Barnier pendant 5 ans.  
Philippe de Schoutheete de Tervarent sera représentant de l'Ordre de Malte auprès de la Commission européenne dès 1999. 
Il sera professeur invité à l'Université catholique de Louvain de 1990 à 1999 ainsi qu'au Collège d'Europe à Natolin de 1998 à 2005.
À partir de 2009, il sera directeur du programme d'études européennes de l'Institut royal des relations internationales.
Il est membre depuis juillet 2006 du conseil d'administration du think tank Notre Europe fondé par Jacques Delors en 1996.

## Fonctions
Ambassadeur du Royaume de Belgique à Madrid (1981-1985) et auprès de l'Union européenne (1987-1997), professeur à l'Institut d'études européennes (IEE) de l'université libre de Bruxelles, président de la Fondation InBev Baillet Latour (1998-2008), conseiller spécial auprès de la Commission européenne.

## Distinctions
- Grand officier de l'ordre de la Couronne
- Grand officier de l'ordre de Léopold II
- Grand officier l'ordre de Léopold
- Grand-croix de l'ordre d'Isabelle la Catholique
- Grand officier de l'ordre d'Orange-Nassau
- Commandeur de l'ordre de Saint-Grégoire-le-Grand
- Chevalier de la Légion d'honneur

Déjà chevalier, il est promu au titre de baron transmissible par ordre de primogéniture masculine, par le roi Albert II en 1993. Sa devise est In Compede Virtus.

## Ouvrages
- La coopération politique européenne, Labor, 1980, 237 p.  (ISBN 2-8259-0143-1)
- (en) Sovereignity and supranationality, dans M.A.G. van Meerhaeghe (éd.), Belgium and EC Membership Evaluated (Pinter, London 1992), pp. 109-117
- Une Europe pour tous, Odile Jacob. 1997  (ISBN 2-7381-0493-2)
- (en) The Case for Europe: Unity, Diversity, and Democracy in the European Union, Lynne Rienner Pub, 2000, 118 p.  (ISBN 1-55587-900-4)
- La création de l'euro, Académie royale de Belgique, 2016  (ISBN 978-2-8031-0532-8)